# Lhowśke
Lhowśke (ukr. Льговске, ros. Льговское, Lgowskoje) – wieś na Ukrainie, w Autonomicznej Republice Krymu (de iure stanowiącej integralną część państwa ukraińskiego, w 2014 anektowanej przez Rosję i odtąd funkcjonującej jako Republika Krymu), w rejonie kirowskim. W 2001 liczyła 2143 mieszkańców, wśród których 311 wskazało jako ojczysty język ukraiński, 1317 rosyjski, 429 krymskotatarski, 3 mołdawski, 6 białoruski, 1 ormiański, 1 polski, a 75 inny. Według spisu ludności przeprowadzonego przez okupacyjne władze rosyjskie populacja wsi w 2014 wynosiła 1605 osób.